# Vittorio Alfieri
Vittorio Alfieri (16 de gener de 1749 - 8 d'octubre de 1803) va ser un dramaturg italià. Representa l'únic apunt de prerromanticisme a Itàlia, més en el contingut de les seves obres (rebel·lia, conflicte poder-llibertat) que en la forma, d'inspiració clàssica. Entre d'altres, va escriure les tragèdies Filippo, Saul o Mirra. Alfieri va narrar la seva inquieta existència d'aristòcrata i viatger en la seva autobiografia en prosa Vida.

## Vida
Membre d'una adinerada família de la noblesa terratinent, el jove Vittorio va obtenir el grau d'alferes a l'Acadèmia Militar de Torí, però amb només disset anys va abandonar la carrera militar per viatjar per Europa. D'Anglaterra en va admirar la llibertat política, i de França, els il·lustrats que més el van influir: Voltaire, Rousseau, els enciclopedistes i, sobretot, Montesquieu. Establert a Torí des de 1772, tres anys més tard va escriure i estrenar la seva primera tragèdia, Cleopatra (1775); tot i que el mateix Alfieri no en tenia un bon concepte, la bona acollida d'aquesta obra entre el públic el va inclinar cap a la literatura.
Per superar les seves carències en el domini de la llengua materna (s'expressava principalment en francès, la llengua de les elits de Torí), Alfieri va dedicar-se a estudiar metòdicament els clàssics i els poetes italians (Dant, Petrarca, Tasso i Ariosto) i es va traslladar a Florència per familiaritzar-se amb l'italià pur. Allí hi va conèixer Lluïsa de Stolberg-Gedern, comtessa d'Albany i esposa de Carles Eduard Stuart, pretendent al tron anglès; Alfieri romandria profundament unit a ella durant la resta de la seva vida.
Una estança amb la comtessa d'Albany a París (1787-1792) va coincidir amb l'esclat de la Revolució Francesa; l'entusiasme inicial d'Alfieri va esdevenir un sentiment d'indignació i fracàs en veure com aquell impuls llibertari que, conforme als seus ideals, havia d'abolir el despotisme i la tirania, derivava cap a la violència irracional i els excesos revolucionaris. El 1792, Alfieri es va establir definitivament amb la comtessa d'Albany a Florència, on moriria el 1803.

## El teatre
El talent literari d'Alfieri era essencialment dramàtic. Part de les seves obres giren en torn al conflicte entre llibertat i autoritarisme, encarnat sovint en dos únics protagonistes: un príncep autòcrata i un home lliure que s'enfronta heroicament a la tirania. L'oposició s'expressa en un estil concís, aspre i enèrgic, amb el qual vol inocular en l'espectador la seva postura política. Aquesta temàtica no feia sinó reflectir el moment de efervescència ideològica que es vivia a Europa contra el despotisme de les monarquies i dels imperis; i el seu enfocament estètic responia al desig d'incorporar a la literatura italiana la tragèdia, gènere que el Neoclassicisme havia revalorat i estès per tot el continent.
Inspirada pel seu amor a la llibertat, la producció teatral d'Alfieri va sacsejar la consciència política i social dels seus compatriotes i el seu esperit nacional, preparant el terreny al moviment italià d'independència i reunificació conegut com a Risorgimento. Deu de les seves tragèdies es van imprimir a Siena el 1783; l'edició de París (1787-1789) incloïa dinou tragèdies. Alguns títols memorables són Filippo (1781), en què Felip II d'Espanya és presentat com el tirà, i les tragèdies de tema clàssic Agamennone (1783), Antigone (1783) i Sofonisba (1789), però se'n destaquen especialment dues: Saul (1782), basada en el relat bíblic sobre Saül i David i considerada una de les grans tragèdies de la literatura italiana, i Mirra (1789), en què va tractar el tema de l'incest.

## Obra dramàtica
Tragèdies:
- Saul (1782)
- Filippo (1781)
- Rosmunda (1783)
- Ottavia (1783)
- Merope (1785)
- Maria Stuarda (1788)
- Agide (1788)
- Bruto primo (1789)
- Bruto secondo (1789)
- Don Garzia (1789)
- Sofonisba (1789)

Tragèdies gregues:
- Polinice (1781)
- Agamennone (1783)
- Antigone (1783)
- Oreste (1783)
- Mirra (1789)

Tragèdies de la llibertat:
- La congiura de' Pazzi (1788)
- Virginia (1781, 1783 i 1789)
- Timoleone (1783 i 1789)

Tragèdies publicades després de la seva mort:
- Cleopatra (1774-1775)
- Alceste prima (1798)
- Alceste seconda (1798)